# Magnolia champaca
Magnolia champaca este o specie de plante din genul Magnolia, familia Magnoliaceae. A fost descrisă pentru prima dată de Carl von Linné, și a primit numele actual de la Henri Ernest Baillon och Jean Baptiste Louis Pierre.

## Subspecii
Această specie cuprinde următoarele subspecii:
- M. c. champaca
- M. c. pubinervia